# Anii 520 î.Hr.
Secole: Secolul al VII-lea î.Hr. - Secolul al VI-lea î.Hr. - Secolul al V-lea î.Hr.
Decenii: Anii 550 î.Hr. Anii 540 î.Hr. Anii 530 î.Hr. Anii 520 î.Hr. Anii 510 î.Hr. Anii 500 î.Hr. Anii 490 î.Hr. Anii 480 î.Hr.
Ani: 525 î.Hr. 524 î.Hr. 523 î.Hr. 522 î.Hr. 521 î.Hr. - 520 î.Hr. - 519 î.Hr. 518 î.Hr. 517 î.Hr. 516 î.Hr. 515 î.Hr.
Anii 510 î.Hr. - reprezintă perioada 529 î.Hr. - 520 î.Hr.

## Decenii
| Anii 590 î.Hr. | Anii 580 î.Hr. | Anii 570 î.Hr. | Anii 560 î.Hr. | Anii 550 î.Hr. | Anii 540 î.Hr. | Anii 530 î.Hr. | Anii 520 î.Hr. | Anii 510 î.Hr. | Anii 500 î.Hr. |